# Cornelia Sorabji
Cornelia Sorabji (Nashik (Brits-Indië), 15 november 1866,  - Londen, 6 juli 1954) was de eerste vrouwelijke advocaat van India, later sociaal hervormster en schrijfster. Ze was tevens de eerste vrouw die rechten studeerde aan de Universiteit van Oxford (aan Somerville College), de eerste Indiase student aan een Britse universiteit, de eerste vrouwelijke afgestudeerde van de Universiteit van Mumbai en de eerste vrouw die rechten beoefende in zowel het Verenigd Koninkrijk als India.

## Jeugdjaren en opleiding

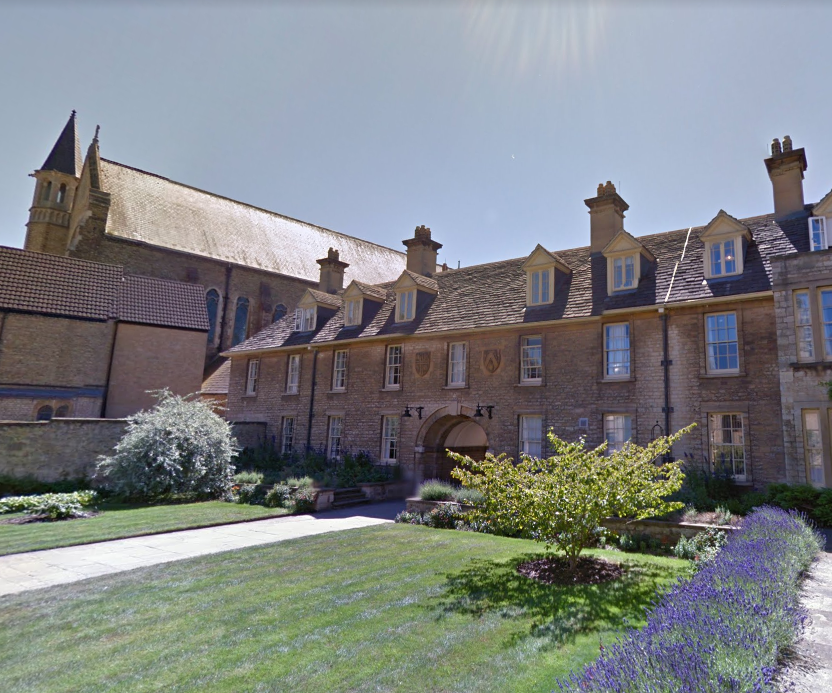
Somerville College, Oxford, waar Sorabji studeerde.

Cornelia Sorabji was een van de negen kinderen van de Sorabji Karsedji, een christelijke Parsi, en zijn vrouw, Francina Ford, een Indische die was geadopteerd en groot gebracht door een Brits echtpaar. Ford, die geloofde dat opvoeding in een thuisomgeving door de moeder moest worden gedaan, hielp diverse meisjesscholen in Poona met opleidingen. Mede door haar invloedrijke sociale positie werd ze vaak geconsulteerd door de lokale vrouwen in zaken betreffende erfrecht en eigendomsrecht. Veel van de latere ontwikkeling en beslissingen in de carrière van Sorabji waren sterk beïnvloed door haar moeder.
Als kind kreeg Sorabji haar opvoeding zowel van thuis mee als ook van haar missiebroeder en op missiescholen. Later zou ze naar de multiraciale school Victoria High School in Poona gaan, die mede werd gesticht door haar moeder. Cornelia was de eerste vrouwelijke leerling die naar het Deccan College in Poona ging en werd de eerste vrouwelijke afgestudeerde in West-India. Haar academische graad zou haar gegarandeerd een gouvernementele opleiding hebben opgeleverd, ware het niet dat ze een vrouw was. In plaats daarvan kreeg ze, nadat ze in 1887 een eerste graad haalde in de literatuur, een leergang aangeboden in Ahmadabad aan het Gujarat College, waar ze onderricht gaf in Engels en literatuur.
In 1889 ging ze naar het Somerville College in Oxford met steun van de National Indian Association en een steunfonds opgericht door Mary Hobhouse (ondersteund door feministes zoals Millicent Garrett Fawcett en Florence Nightingale). Door haar vriendschap met Benjamin Jowett en de bijzonderheid dat ze de enige vrouwelijke Indiase student in Oxford was, kwam Sorabji in aanraking met enkele bekende figuren uit de politiek, de wetgeving en de sociale hervorming. Max Müller, een vooraanstaand oriëntalist, werd nauw bevriend met haar. Ze werd voorgesteld aan het hof waar ze koningin Victoria ontmoette, en later zou ze de eerste minister William Gladstone ontmoeten. 
In 1892 kreeg ze, mede door de vele petities ingediend door haar Engelse vrienden, bijzondere toestemming van het Congregational Decree om mee te doen aan het examen voor advocate in het burgerlijk recht en zo de eerste vrouw te worden die dit ooit haalde. Ofschoon ze de derde graad haalde, werd het haar niet toegestaan haar academische graad te halen. Oxford zou vrouwen deze rechten onthouden tot 1919. Sorabji zou nog 30 jaar moeten wachten voordat zij haar rechtengraad in ontvangst kon nemen, maar in 1922 keerde ze naar Oxford terug om deze alsnog in ontvangst te nemen.

## Rechtelijke activiteiten
Na haar terugkeer naar India in 1894, werd Sorabji betrokken bij het sociale en adviserend werk aangaande de purdahnashins, vrouwen die, volgens de Hindu wetten, het verboden werd om te communiceren met de mannelijke buitenwereld. In veel gevallen hadden deze vrouwen aanzienlijke bezittingen, maar toch geen toegankelijkheid tot de legale expertise om dit te verdedigen. Sorabji kreeg speciale toestemming om pleidooien te houden namens deze purdahnashins tegen de Britse agenten van Kathiawar en de Indiase overheden, maar ze was niet in staat hen voor het gerecht te verdedigen, aangezien ze als vrouw in het Indiase rechtssysteem geen recht van spreken had. In de hoop op legale erkenning, presenteerde ze zichzelf in 1897 voor het LLB examen aan de Universiteit van Bombay en in 1899 voor het examen voor advocaat van het Allahabad Hoog Gerechtshof. Maar toch, ondanks haar successen, werd Sorabji niet als advocaat erkend, totdat de wet die de vrouw het recht op praktiseren van een beroep toekende, in 1924 werd aangenomen.
Sorabji begon in het begin van 1902 met het indienen van verzoekschriften om gedaan te krijgen dat een vrouwelijke adviseur vrouwen en minderjarigen kon vertegenwoordigen voor de provinciale rechtbanken. In 1904 werd ze aangesteld tot assistente van het Gerecht voor Voogdij van Bengalen en in 1907 was zij werkzaam in de provincies Bengalen, Bihar en Assam. In de volgende twintig dienstjaren werden naar schatting 600 vrouwen en wezen door haar bijgestaan in hun strijd tegen onrecht, vaak deed ze dat kosteloos.  
Ze zou later over veel van deze zaken schrijven in haar werk Between the Twilights en in haar twee autobiografieën. In 1924, toen het beroep van advocate in India voor vrouwen was gelegaliseerd, begon Sorabji een eigen praktijk in Calcutta.  Echter, als gevolg van mannelijke vooroordelen en discriminatie, werd ze gedwongen haar mening over de zaak veelal van tevoren goed te prepareren in plaats van deze voor het gerecht te bepleiten. Sorabji nam haar ontslag aan het hooggerechtshof in 1929 en vestigde zich in Londen, echter ze keerde telkens tijdens de wintermaanden naar India terug.  Ze overleed op 6 juli 1954 in haar huis, het Northumberland House, Green Lanes, Finsbury Park in Londen.

## Sociaal werk en hervormingswerk
Rond de eeuwwisseling was Sorabji ook actief betrokken bij sociaal hervormingswerk. Ze was geassocieerd aan de Bengaalse tak van de National Council for Women in India, de Federation of University Women, en de Bengaalse League of Social Service for Women. Voor haar verdiensten voor de staat India werd ze in 1909 onderscheiden met de Kaiser-i-Hind gouden medaille.
Ofschoon ze Engelsgezind was, had Sorabji geen verlangen om het grootschalige bedrog van het legale Britse systeem op de Indiase society aan de kaak te stellen, maar was ze voorstander van de overbrenging van andere westerse waarden in India. In het begin van haar carrière had Sorabji, overeenkomstig met de rechten van de vrouwen om zelf te kunnen beschikken, de campagne voor onafhankelijkheid van India gesteund. Ofschoon ze het traditionele Indiase leven en cultuur sterk ondersteunde, leverde Sorabji een grote bijdrage aan de beweging om de Hindu wetten ten aanzien van kinderhuwelijk en de positie van weduwen te veranderen. Zij werkte veelal aan de zijde van een bevriend mede-hervormster Pandita Ramabai. Desondanks geloofde ze dat de ware drijfkracht achter de sociale hervorming alleen onderwijs kon zijn en zolang de meerderheid van de ongeletterde vrouwen hiervan verstoken bleven, zou de inzet van de beweging volgens haar gedoemd zijn te mislukking.
Tegen 1920 had Sorabji een sterke anti-nationalistische denkwijze aangenomen; haar geloof dat nationalisme het geloof, de gewoonten en tradities van het ‘orthodoxe’ Hindu zou schaden,  Vanaf 1927 was ze actief betrokken bij het bevorderen van steun voor het Indiase Rijk en het versterken van de rechten van de orthodoxe Hindoes. Met veel genoegen ontving ze de polimieke aanval op de Indiase zelfbestuur in Katherine Mayo’s, Mother India (1927), en veroordeelde ze Mahatma Gandhi’s campagne van burgerlijke ongehoorzaamheid jegens de Engelsen. Ze toerde door India en de Verenigde Staten om haar politieke visie te propageren, hetgeen zou eindigen met het stoppen van de ondersteuning voor het realiseren van haar sociale hervormingen. Een van de projecten die hierdoor mislukten was de Bond voor Kinderzorg, Moederschap en Wijkverpleging.